# Ayelu
L'Ayelu ou Ayalu est un volcan rhyolitique, situé au sud de la plaine d'Asbahri dans le sud de la région Afar en Éthiopie. 